# Rosbank
Rosbank est une banque universelle russe, qui, d’après les résultats du 3e trimestre 2012 occupe la 9e place en termes d’encours d’actifs en Russie. Rosbank est enregistrée juridiquement sous la forme des sociétés de capitaux OAO, « Otkrytoïe Aktsionernoïe Obchtchestvo ». Le siège social de la banque se situe à Moscou.
Entre 2007 et 2022, Rosbank était une filiale du groupe bancaire international français Société générale.
Le 1er juillet 2011, le groupe a procédé à une réorganisation de ses actifs à la suite de la fusion avec une autre de ses filiales russes, à savoir BSGV, « Banque Société Générale Vostok ».
Au printemps 2022, la Société Générale a décidé de quitter le marché russe en raison des sanctions internationales qui ont suivi l'invasion de l'Ukraine par la Russie la même année. Le 18 mai, l'accord sur la vente de Rosbank au groupe Interros a été conclu.

## Historique

Ancien logo jusqu'en 2011

Fondée en 1993 sous la dénomination AKB Nezavisimost (Indépendance), la forme juridique de la banque a évolué plusieurs fois (1994: TOO, 1996 ZAO).
En septembre 1998, le groupe Interros rachète la banque et adopte le nom AKB Rosbank. En 1999, le statut juridique de la banque change une nouvelle fois pour devenir OAO.
En 2003, Rosbank rachète le groupe bancaire OVK pour 200 millions de dollars, ce qui lui permet d’élargir considérablement son réseau d’agences.
En juin et septembre 2006, deux paquets de 10 % d’actions d’une valeur respective de 317 millions de dollars sont vendus au groupe bancaire français Société Générale. La banque française obtient également une option sur l’obtention d’un paquet d’actions Rosbank de 30 % + 2 actions supplémentaires d’une valeur de 1,7 milliard de dollars à échéance fin 2008, option levée en février 2008.
En mai 2013, le directeur de Rosbank, Vladimir Goloubkov, est arrêté par la police russe. Il est pris en flagrant délit alors qu'il recevait un pot de vin de 125 000 euros.
Le 11 avril 2022, dans le cadre des sanctions faisant suite à l'invasion de l'Ukraine, Société générale a annoncé l'arrêt de ses activités en Russie et la cession de ses participations dans le secteur bancaire russe en particulier la banque Rosbank, pour un coût de 3,1 milliards d'euros.

### Fusion avec BSGV et rebranding
En février 2010, les principaux actionnaires de la banque (Société générale et Interros) se mettent d’accord sur la fusion de Rosbank avec les autres principaux actifs de la Société Générale en Russie : Bank Societe Generale Vostok (BSGV), DeltaCredit (spécialisée dans le crédit immobilier), Rusfinance Bank.
À partir de février 2010, BSGV et Rosbank voient leurs réseaux de distributeurs de billets fusionner. Les propriétaires de cartes bancaires des deux entités peuvent désormais réaliser des opérations financières sur l’ensemble du réseau sans pour autant payer de commissions.
En janvier 2011 à la suite de la réorganisation des actifs de la Société Générale en Russie, « Rusfinance Bank » et « DeltaCredit » deviennent des filiales à 100 % de la nouvelle Rosbank.
Le 15 avril 2011, les actionnaires de Rosbank prennent la décision de réorganiser la structure de la banque à la suite de la fusion avec « BSGV », effective au 1er juillet 2011. Au cours de ce même printemps 2011 commence le rebranding de Rosbank avec l’objectif de se rapprocher de l’identité visuelle du groupe Société générale. Le logotype de la banque est désormais remplacé par le symbolique carré rouge et noir avec bande blanche du groupe français, la police de caractère utilisée est également modifiée, alors que l’appartenance au Groupe Société Générale est désormais mentionnée. Au cours de l’été 2011, la nouvelle symbolique est portée sur les nouvelles cartes bancaires, et la fusion juridique entre les entités est également réalisée.
À partir du mois d’octobre 2011, toutes les agences de la nouvelle banque ainsi que les distributeurs proposent les mêmes fonctionnalités et services quelle que soit leur appartenance d’origine. Le rebranding des agences est également entamé à cette période. Le groupe développe par ailleurs de nouveaux partenariats avec d’autres banques afin d’élargir le réseau de distributeurs et de terminaux à partir desquels les clients Rosbank peuvent effectuer des opérations sans prélèvement de commissions supplémentaires.
Rosbank est un membre du Système d’Opérations Unifié (ORS), qui donne la possibilité à ses clients d’utiliser la plupart des terminaux bancaires de Russie (terminaux labellisés ORS).
Le 2 mai 2012 est marqué par la signature d’un accord entre Rosbank et Alfa-bank. Les deux parties se mettent d’accord sur un partenariat et fusionnent leur réseau de terminaux bancaires. Un accord similaire est signé avec Raiffeisen Bank et à partir du 1er décembre 2012, les terminaux bancaires des deux banques sont accessibles à tous les clients sans prélèvement de commissions additionnelles. Les clients peuvent également obtenir le solde de leur compte carte et effectuer le paiement de charges à des collectivités et services publics. Les clients Rosbank ont désormais accès à plus de 21 000 terminaux.

## Actionnaires
La banque est contrôlée par des capitaux étrangers. Au 11 avril 2014 le principal actionnaire est le groupe bancaire français Société générale avec 99,40 % des actions . Société générale a acquis sa participation en 2006 pour 4 milliards de dollars US.

## Dirigeants
Le Président de Rosbank est Vladimir Potanine depuis 2022.
Le conseil d'administration réunit Ilya Polyakov, Didier Hauguel, Bernardo Sanchez Incera, Jean-Luc Parer,[pertinence contestée].

## Zones d’activité
Rosbank est une banque universelle, filiale du Groupe Interros. Le groupe propose une gamme de services s’adressant autant aux particuliers qu’aux entreprises. En termes de capacité de financement et de capitaux propres Rosbank est l’une des 10 plus importantes de Russie.
Selon le classement mondial « The Banker », Rosbank occupe la 5ème place parmi les banques russes et la 1re place pour les banques au capital privé.[réf. nécessaire]
Les actifs de la banque au 1er octobre 2012 s’ élevaient à 1200 milliards de roubles, le capital à 81,4 milliards de roubles, pour un bénéfice net de 9,7 milliards de roubles.[réf. nécessaire]

## Réseau régional
Afin de coordonner l’action de la banque, le management est organisé à un triple niveau :
- Siège social à Moscou
- 8 directions régionales (Moscou, Saint-Pétersbourg, Nijni Novgorod, Ekaterinbourg, Rostov-sur-le-Don, Novossibirsk, Krasnoïarsk, Vladivostok)
- Agences et caisses opérationnelles

Le réseau régional de la banque est constitué de plus de 700 points de service, 1 200 points de vente dans 340 villes dans l’ensemble du pays.